# TelevisaUnivision
TelevisaUnivision (anciennement Univision Communications) est une société américaine, créée en 1962 pour gérer le réseau de télévision américain hispanophone Univision Network.

## Histoire

### Débuts
En 1986, la Commission fédérale des communications (FCC, équivalent américain de l'ART) oblige Televisa à vendre sa participation dans le réseau Spanish International Network en raison de lois interdisant la détention par des entreprises étrangères des chaînes américaines. Televisa revend le réseau à Hallmark Cards qui le rebaptise Univision. Hallmark utilise l'autorisation de la FCC pour rediffuser les telenovelas de Televisa sur la moitié de sa programmation. L'autre partie est constituée de séries originales produites à Miami.
En 1992, Hallmark revend Univision à A. Jerrold Perenchio, Venevisión et Televisa son ancien propriétaire. Ces derniers licencient le tiers des effectifs de Miami et augmentent la part des programmes provenant de Televisa. Henry Cisneros, ancien responsable du Département de l'habitat et du développement urbain sous Bill Clinton, est nommé président d'Univision Communications, une société qui vient d'être créée tandis que le réseau de télévision est nommé Television Univision Network. En septembre 1996, Univision entre à la bourse de New York sous le symbole UVN.

### Diversification
En septembre 2000, Univision lance Univision Online, une filiale spécialisée dans les technologies autour d'internet et qui gère le site web univision.com. En décembre 2000, Univision achète le réseau USA Broadcasting, détenu précédemment par USA Networks, pour 1,1 milliard de $. Le réseau s'accroit avec les 13 stations de télévision et les intérêts dans 4 autres de son concurrent. Univision renomme ce réseau TeleFutura et le garde comme un réseau dissocié de Television Univision.
En 2001, le site web univision.com devint le premier site en langue espagnole pour la communauté hispanique américaine et dès décembre, le site s'associe à AOL afin de mieux satisfaire les besoins de la communauté. En avril 2001, Univision Communications se diversifie et lance le Univision Music Group pour produire des chanteurs et groupes latinos. En juin 2001, le groupe musical rachète 50 % de Disa Records, le second label discographique indépendant au monde en langue espagnole. En décembre 2001, Univision, Televisa et Venevisión forment une alliance afin d'organiser « leur concurrence » jusqu'en 2017. Univision obtient avec ses trois réseaux l'exclusivité des programmes de Televisa et Venevision aux États-Unis. De plus, la société obtient l'exploitation, en association, des intérêts américains directs de Televisa (chaînes câblées payantes, de films télévisés, de vidéos musicales et pour la jeunesse). En contrepartie, Televisa et Venevision accroissent leur participation dans Univision Communications (participations actuelles : 15 % pour Televisa, 19 % pour Venevision).
En janvier 2002, TeleFutura Network est réorganisé pour devenir un réseau de diffusion continu en espagnol. En un an il devient numéro deux sur ce créneau derrière son grand frère Television Univison.

En avril 2002, le groupe musical achète Fonovisa, un important label spécialisé en musique régionale mexicaine. Grâce à cette acquisition, l'Univision Music Group est devenu numéro sur la musique espagnole aux États-Unis. En juin 2002, Univison annonce l'achat de Hispanic Broadcasting Corporation, le principal réseau radiophonique américain en langue espagnole. La transaction s'est terminée en septembre 2003.
Le 27 septembre 2006, le groupe Univision finalise son rachat par un groupe de financiers comprenant Madison Dearborn Partners, Providence Equity Partners, Texas Pacific Group, Thomas H. Lee Partners et Haim Saban. Le rachat leur a coûté 36,25 $ par action soit près de 12,6 milliards de $. Le 19 octobre 2006, Univision Television et Radio s'installe dans un nouveau complexe de studio à Houston au Texas. Le 1er novembre 2006, le groupe acquiert l'intégralité de Disa Records. Le 29 mars 2007, un consortium mené par Saban Capital Group, présidé par Haim Saban et ancien propriétaire de Saban Entertainment, et comprenant TPG Capital, Providence Equity Partners, Madison Dearborn Partners et Thomas H. Lee Partners achète Univision pour 13,7 milliards de dollars soit 36,25 dollars par action avec un emprunt de 1,4 milliard,. Ce rachat laisse la société avec un taux d'endettement douze fois supérieur à ses liquidités, un taux deux fois supérieur aux transactions des deux années précédentes. Le 28 février 2008, Universal Music achète l'Univision Music Group pour l'associer à ses labels Universal Music Latino et Machete Records.

### Années 2010
Le 6 février 2012, Disney et Univision Communications négocient la création d'une chaîne d'information en continu en anglais à destination de la population hispanique américaine, nommée Fusion. Le 22 décembre 2015, Disney chercherait à vendre sa participation à la chaîne Fusion qu'elle détient à parité avec Univision,.
Le  21 avril 2016, Univision achète la part de Disney dans la coentreprise gérant la chaîne Fusion fondée en 2013, devenant son seul propriétaire,,.

### Années 2020
Le 13 avril 2021, Televisa a annoncé qu'elle vendrait ses actifs de médias, de contenu et de production à Univision. La nouvelle société serait connue sous le nom de TelevisaUnivision. Dans le cadre de la transaction, Televisa a conservé les actifs de télécommunication et de services de télévision multicanaux de la société, ainsi que les licences de diffusion des stations qui diffusent les quatre réseaux mexicains de Televisa ; les opérations d'information mexicaines ont été intégrées à Tritón Comunicaciones. La fusion a été approuvée par l'Institut fédéral des télécommunications mexicain (IFT) le 15 septembre 2021, puis par la Commission fédérale des communications des États-Unis (FCC) le 24 janvier 2022, la transaction étant finalisée le 31 janvier de la même année.
En février 2022, TelevisaUnivision a annoncé le relancement de Vix en tant que plateforme de streaming proposant à la fois un niveau financé par la publicité et un niveau d'abonnement, avec un déploiement prévu du niveau AVOD prévu pour le 31 mars 2022.

## Activités
Univision Television Group regroupent des télévisions en espagnol (61 stations) : 
- Univision Network, le réseau de télévision d'origine de la société. Il comprend 18 stations pleine puissance et 9 basse puissance pour le réseau Univision Network ainsi qu'une station diffusant UPN.
- UniMás (ex TeleFutura) un second réseau de télévisions généralistes. Il comprend 18 stations pleine puissance et 15 basse puissance.
- Galavisión, un réseau câblé.
- Univision Radio (anciennement Hispanic Broadcasting Corporation) avec 68 stations aux États-Unis et 4 à Puerto Rico.
- Univision Online pour les sites internet.
- Fusion.

Elle détient 50 % dans TuTv, une association avec Televisa pour diffuser leurs programmes sur des chaînes payantes aux États-Unis. Elle détient aussi des intérêts minoritaires dans Entravision Communications Corporation son principal affilié pour la télévision.
- Anciennes filiales : Univision Music Group (regroupant trois labels de musique : Univision Records, SGZ Records, La Calle), Fonovisa Records, et 50 % de Disa Records.

## Données économiques

### Résultats financiers
| Année | Chiffre d'affaires | Résultats net |
| ----- | ------------------ | ------------- |
| 1993  | 104,68             | -27,18        |
| 1994  | 139,01             | -12,06        |
| 1995  | 173,11             | -10,19        |
| 1996  | 244,86             | 10,37         |
| 1997  | 459,74             | 83,16         |
| 1998  | 577,05             | 9,93          |
| 1999  | 693,09             | 80,93         |
| 2000  | 863,46             | 116,92        |
| 2001  | 887,87             | 52,41         |
| 2002  | 1 091,29           | 86,53         |
| 2003  | 1 311,02           | 155,43        |
| 2004  | 1 786,94           | 255,88        |
| 2005  | 1 952,53           | 187,18        |
| 2006  | 2 166,65           | 349,17        |
| 2007  | 1 635,58           | -247,87       |
| 2008  | 2 020,30           | -5 127,30     |